# Орден Отечественной войны

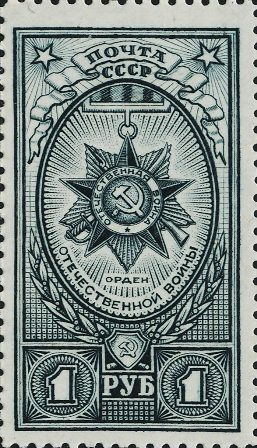
Орден Отечественной войны, марка Почты СССР, 1943 год, обратите внимание на изображение орденской ленты.

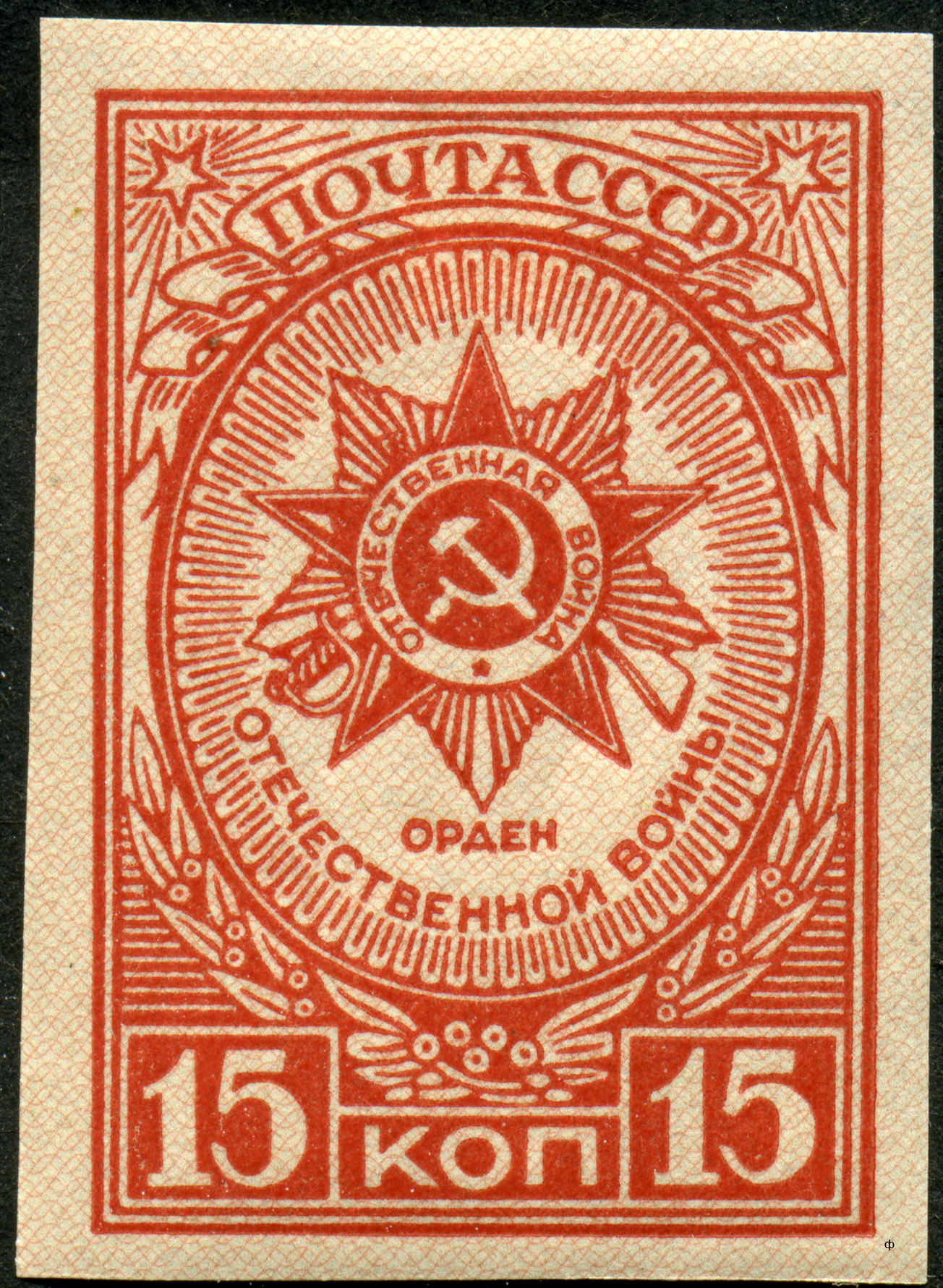
Орден Отечественной войны, марка Почты СССР, из выпуска «Ордена и медали СССР» (художник А. Мандрусова, ЦФА № 894), 1944 год.

О́рден Оте́чественной войны́ — орден СССР, учреждённый указом Президиума Верховного Совета СССР «Об учреждении Ордена Отечественной войны I и II степени» от 20 мая 1942 года.
В дальнейшем в описание ордена были внесены некоторые изменения указом Президиума Верховного Совета СССР от 19 июня 1943 года, а в статуте ордена — указом Президиума Верховного Совета СССР от 16 декабря 1947 года.
За время войны орденом I степени были награждены 324 903 человека, орденом II степени 951 652 человека. Всего до 1985 года орденом I степени награждено более 344 тысяч человек, орденом II степени около миллиона 28 тысяч человек.
К 40-летию Победы юбилейным вариантом ордена указом Президиума Верховного Совета СССР от 11 марта 1985 года награждено: орденом I степени — около 2 миллионов 54 тысяч человек, орденом II степени — около 5 миллионов 408 тысяч человек.
Общее число награждений орденом достигает: I степени — 2 646 320, II степени — 6 715 100.

## История ордена

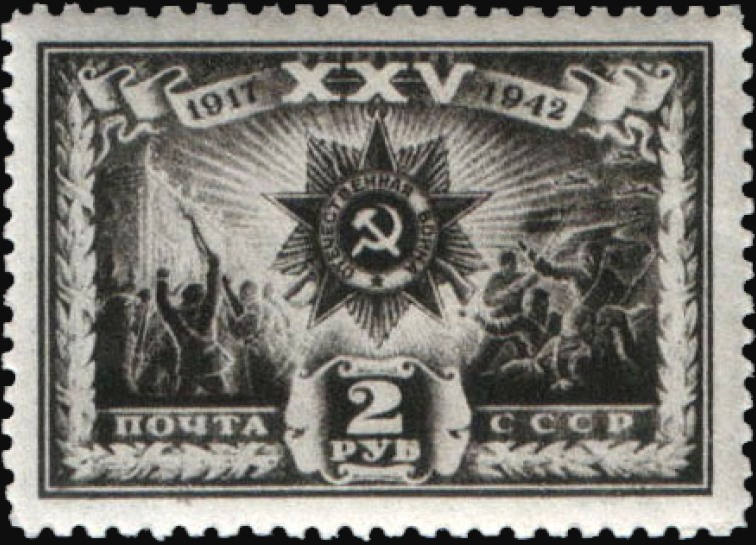
Почтовая марка, 1943 год

Орден Отечественной войны — первая советская награда периода Великой Отечественной войны. Также это первый советский орден, имевший разделение на степени. Один из немногих советских орденов, передававшихся семье как память после смерти награждённого (наряду с орденом Октябрьской Революции, орденом «Мать-героиня» и орденом «Материнская слава» I, II и III степени; остальные ордена необходимо было возвращать государству) вплоть до 1977 года, когда порядок оставления в семье распространили на остальные ордена и медали.
10 апреля 1942 года И. В. Сталин поручил Начальнику тыла РККА генерал-лейтенанту интендантской службы А. В. Хрулёву разработать и представить проект ордена для награждения военнослужащих, отличившихся в боях с фашистами. Первоначально орден предполагалось назвать «За военную доблесть». К работе над проектом ордена были привлечены художники Сергей Иванович Дмитриев (автор рисунков медалей «За отвагу», «За боевые заслуги», юбилейной медали «XX лет Рабоче-Крестьянской Красной Армии») и Александр Иванович Кузнецов. Уже через двое суток появились первые эскизы, из которых отобрали несколько работ для изготовления пробных экземпляров в металле. 18 апреля 1942 года образцы были представлены на одобрение. За основу будущей награды решено было взять проект А. И. Кузнецова, а идея надписи «Отечественная война» на знаке была взята из проекта С. И. Дмитриева.
Правила ношения ордена, цвет ленты и её размещение на наградной колодке были утверждены указом Президиума Верховного Совета СССР «Об утверждении образцов и описание лент к орденам и медалям СССР и Правил ношения орденов, медалей, орденских лент и знаков отличия» от 19 июня 1943 года.
Чтобы своевременно награждать бойцов и командиров, отличившихся в боях, право вручать орден Отечественной войны было передано военному командованию — от командующих фронтами и флотами до командиров корпусов включительно. Награждение орденами часто происходило в боевой обстановке сразу же после совершения подвига.
Первые указы Президиума Верховного Совета СССР о награждении орденами Отечественной войны I и II степени вышли 2 июня 1942 года. Первыми кавалерами орденов стали советские артиллеристы. В орденском статуте говорилось, что I степенью ордена награждается тот, кто артиллерийским огнём лично уничтожит 1 тяжёлый (или средний) или 2 лёгких танка (бронемашины), либо в составе орудийного расчёта 2 тяжёлых (или средних) танка или 3 лёгких танка (бронемашины) противника. Но артиллеристы 32-го гвардейского полка, прикрывавшие фланг 42-го гвардейского стрелкового полка 13-й гвардейской стрелковой дивизии 28-й армии Юго-Западного фронта в боях на Харьковском направлении, под командованием капитана И. И. Криклия перекрыли установленные «нормы». Когда в мае 1942 года на советские позиции двинулось 200 фашистских танков, артиллеристы и бронебойщики встретили их достойно и метко били по врагу, нанося ему весьма ощутимые потери. За два дня непрерывных боев 1-й артиллерийский дивизион 32 ГвАП под командованием капитана Криклия уничтожил 32 вражеских танка. Капитан И. И. Криклий лично подбил 5 фашистских машин, но сам был тяжело ранен и эвакуирован в тыл. 16 мая 1942 года капитан Криклий скончался от ран. Когда погибли несколько номеров боевого расчёта, старший сержант А. В. Смирнов продолжал вести огонь даже после того, как осколком снаряда ему оторвало кисть руки.
Капитан Иван Ильич Криклий стал первым кавалером ордена Отечественной войны I степени, однако сам орден за № 312368 был передан его семье только в 1971 году. Этой же награды удостоились старший сержант Алексей Васильевич Смирнов и политрук соседнего дивизиона 776-го артиллерийского полка Иван Константинович Стаценко.
Остальные бойцы артиллерийского расчета — красноармейцы Григорьев Николай Ильич, Кулинец Алексей Иванович, Петрош Иван Полехтович, старший сержант Жарков Степан Трифонович, сержанты Немфир Михаил Григорьевич и Нестеренко Пётр Васильевич — были удостоены ордена Отечественной войны II степени.
Орден Отечественной войны I степени под № 1 был вручён семье посмертно награждённого старшего политрука, заместителя начальника политотдела 52-й стрелковой дивизии Конюхова Василия Павловича за проявленное мужество и отвагу в боях подо Ржевом в 1942 году (Приказ войскам Западного фронта «О награждении личного состава» № 072 от 24 января 1943 года).
Орденом Отечественной войны II степени под № 1 был посмертно награждён старший лейтенант Ражкин Павел Алексеевич, заместитель начальника штаба по разведке 155-й танковой бригады (Приказ войскам 3-й армии № 22/н от 5 апреля 1943 года).
В истории ордена Отечественной войны I степени есть и весьма редкие случаи, когда эта награда вручалась всем участникам какой-либо одной военной операции. Первыми такой чести удостоились члены экипажа подводной лодки «К-21», которая 5 июля 1942 года атаковала в Баренцевом море крупнейший вражеский линкор «Тирпиц».
Орденом Отечественной войны I степени были награждены и все участники двухдневного боя в январе 1943 года у реки Северский Донец — 30 бойцов штурмовой группы (294-й кавалерийский полк 112-й Башкирской кавалерийской дивизии), которой командовал лейтенант А. Атаев.
Орденом Отечественной войны награждались воинские части и соединения, военные училища и оборонные заводы. Орденом Отечественной войны I степени были награждены и многие города:
- Новороссийск, Смоленск (1966),
- Керчь, Тихвин (1974),
- Воронеж (1975),
- Наро-Фоминск (1976),
- Луга (1977),
- Ржев (1978),
- Орёл, Курск, Белгород, Сочи, Кисловодск, Могилёв (1980),
- Ельня, Корсунь-Шевченковский, Ломоносов, Туапсе (1981),
- Мурманск, Ростов-на-Дону, Серпухов, Феодосия (1982),
- Великие Луки, Дятьково (1983),
- Кандалакша, Кингисепп, Кишинёв, Орша, Старая Русса, Таллин (1984),
- Волоколамск, Борисов, Изюм, Можайск, Нальчик, Тирасполь, Шяуляй (1985).

Также в 1969 году орденом Отечественной войны награждена словацкая деревня Склабиня.
Указом Президиума Верховного Совета СССР от 15 октября 1947 года было установлено прекращение представлений к награждению орденом гражданских лиц, поскольку это не отвечало статуту ордена.
После войны орденом Отечественной войны были награждены десятки тысяч раненых воинов, которые по каким-либо причинам не получили наград, к которым они были представлены во время боёв.
В период до мая 1977 года орденом Отечественной войны были награждены около 700 иностранных граждан — участники антифашистской борьбы в годы Второй мировой войны.
- так, в 1966 году за помощь гражданам СССР, участвовавшим в партизанском движении на территории Бельгии орденом Отечественной войны I степени был награждён организатор вооружённого сопротивления немецким оккупантам в провинции Лимбург, бельгийский коммунист Раймон Диспи[6].

## Статут ордена
Орденом Отечественной войны награждаются солдаты и начальствующий состав Красной армии, Военно-морского флота, войск НКВД и партизанских отрядов, проявившие в боях за Советскую Родину храбрость, стойкость и мужество, а также военнослужащие, которые своими действиями способствовали успеху боевых операций наших войск. Награждение орденом Отечественной войны производится указом Президиума Верховного Совета СССР. Орден Отечественной войны состоит из двух степеней: I и II степени. Высшей степенью ордена является I степень. Степень ордена, которым удостаивается награждаемый, определяется указом Президиума Верховного Совета СССР.
В статуте ордена впервые в истории советской наградной системы перечислялись конкретные подвиги, за которые отличившийся мог быть представлен к награде.

### Орденом Отечественной войны I степени награждаются
Кто метко поразил и разрушил особо важный объект в тылу противника;
Кто мужественно выполнял свои обязанности в экипаже самолёта при выполнении боевого задания, за которое штурман или лётчик награждены орденом Ленина;
Кто сбил в воздушном бою, входя в состав экипажа:
тяжёло-бомбардировочной авиации — 4 самолёта;
дальней-бомбардировочной авиации — 5 самолётов;
ближней-бомбардировочной авиации — 7 самолётов;
штурмовой авиации — 3 самолёта.
Кто совершил, входя в состав экипажа:
тяжело-бомбардировочной авиации — 20-й успешно-боевой вылет;
дальней-бомбардировочной авиации — 25-й успешно-боевой вылет;
ближней-бомбардировочной авиации — 30-й успешно-боевой вылет;
штурмовой авиации — 25-й успешно-боевой вылет;
истребительной авиации — 60-й успешно-боевой вылет;
дальней-разведывательной авиации — 25-й успешно-боевой вылет;
ближней-разведывательной авиации — 30-й успешно-боевой вылет;
корректировочной авиации — 15-й успешно-боевой вылет;
авиации связи — 60-й успешно-боевой вылет с посадкой на своей территории и 30-й успешно-боевой вылет с посадкой в районе расположения своих войск на территории, занятой противником;
транспортной авиации — 60-й успешно-боевой вылет с посадкой на своей территории и 15-й успешно-боевой вылет с посадкой в районе расположения своих войск на территории, занятой противником.
Кто организовал чёткое и непрерывное управление авиационными частями;
Кто организовал чёткую и планомерную работу штаба;
Кто сумел восстановить повреждённый самолёт, совершивший вынужденную посадку на территории противника, и выпустить его в воздух;
Кто сумел восстановить не менее 10 самолётов на передовом аэродроме под огнём противника;
Кто под огнём противника сумел вывезти все запасы с аэродрома и, заминировав его, не дал возможности противнику произвести на нём посадку самолётов;
Кто лично уничтожил 2 тяжёлых или средних, или 3 лёгких танка (бронемашины) противника, или в составе орудийного расчёта — 3 тяжёлых или средних, или 5 лёгких танков (бронемашин) противника;
Кто подавил огнём артиллерии не менее 5 батарей противника;
Кто уничтожил огнём артиллерии не менее 3-х самолётов противника;
Кто, состоя в экипаже танка, успешно выполнил 3 боевых задания по уничтожению огневых средств и живой силы противника или уничтожил в боях не менее 4-х танков противника или 4-х орудий;
Кто под огнём противника эвакуировал с поля боя не менее 3-х танков, подбитых противником;
Кто, презирая опасность, первым ворвался в ДЗОТ (ДОТ, окоп или блиндаж) противника, решительными действиями уничтожил его гарнизон и дал нашим войскам возможность быстрого захвата этого рубежа;
Кто под огнём противника навёл мост, исправил переправу, разрушенные противником; кто под огнём противника, по поручению командования, лично взорвал мост или переправу, чтобы задержать движение противника;
Кто под огнём противника установил техническую или личную связь, исправил технические средства связи, разрушенные противником, и тем самым обеспечил непрерывность управления боевыми действиями наших войск;
Кто во время боя личным почином выбросил орудие (батарею) на открытую позицию и расстрелял в упор наступающего противника и его технику;
Кто, командуя частью или подразделением, уничтожил противника превосходящей силы;
Кто, участвуя в кавалерийском налёте, врубился в группу противника и уничтожил её;
Кто с боем захватил артиллерийскую батарею противника;
Кто, в результате личной разведки, установил слабые места обороны противника и вывел наши войска в тыл противника;
Кто, входя в состав экипажа корабля, самолёта или боевого расчёта береговой батареи, утопил боевой корабль или два транспорта противника;
Кто организовал и успешно высадил морской десант на территории противника;
Кто под огнём противника вывел из боя свой повреждённый корабль;
Кто захватил и привёл в свою базу боевой корабль противника;
Кто успешно осуществил постановку минного заграждения на подходах к базам противника;
Кто неоднократным тралением успешно обеспечил боевую деятельность флота;
Кто успешным устранением повреждения в бою обеспечил восстановление боеспособности корабля или возвращение повреждённого корабля в базу;
Кто отлично организовал материально-техническое обеспечение операции наших войск, способствовавшее разгрому противника.

### Орденом Отечественной войны II степени награждаются
Кто мужественно выполнял свои обязанности в экипаже самолёта при выполнении боевого задания, за которое штурман или лётчик награждены орденом Красного Знамени;
Кто сбил в воздушном бою, входя в состав экипажа:
тяжёло-бомбардировочной авиации — 3 самолёта;
дальне-бомбардировочной авиации — 4 самолёта;
ближне-бомбардировочной авиации — 6 самолётов;
штурмовой авиации — 2 самолёта;
истребительной авиации — 2 самолёта.
Кто совершил, входя в состав экипажа:
тяжёло-бомбардировочной авиации — 15-й успешно-боевой вылет;
дальне-бомбардировочной авиации — 20-й успешно-боевой вылет;
ближне-бомбардировочной авиации — 25-й успешно-боевой вылет;
штурмовой авиации — 20-й успешно-боевой вылет;
истребительной авиации — 50-й успешно-боевой вылет;
дальне-разведывательной авиации — 20-й успешно-боевой вылет;
ближне-разведывательной авиации — 25-й успешно-боевой вылет;
корректировочной авиации — 10-й успешно-боевой вылет;
авиации связи — 50-й успешно-боевой вылет с посадкой на своей территории и 20-й успешно-боевой вылет с посадкой в районе расположения своих войск на территории, занятой противником;
транспортной авиации — 50-й успешно-боевой вылет с посадкой на своей территории и 10-й успешно-боевой вылет с посадкой в районе расположения своих войск на территории, занятой противником.
Кто сумел восстановить, освоить и использовать захваченный трофейный самолёт в боевых условиях;
Кто сумел восстановить не менее 5 самолётов на передовом аэродроме под огнём противника;
Кто лично артиллерийским огнём уничтожил 1 тяжёлый или средний, или 2 лёгких танка (бронемашины) противника, или в составе орудийного расчёта — 2 тяжёлых или средних, или 3 лёгких танка (бронемашины) противника;
Кто уничтожил огневые средства противника огнём артиллерии или миномётов, обеспечив успешные действия наших войск;
Кто подавил огнём артиллерии или миномётов не менее 3-х батарей противника;
Кто уничтожил огнём артиллерии не менее 2-х самолётов противника;
Кто своим танком уничтожил не менее 3-х огневых точек противника и тем содействовал продвижению нашей наступающей пехоты;
Кто, состоя в экипаже танка, успешно выполнил 3 боевых задания по уничтожению огневых средств и живой силы противника или уничтожил в боях не менее 3-х танков противника или 3-х орудий;
Кто под огнём противника эвакуировал с поля боя 2 танка, подбитых противником;
Кто гранатами, бутылками с горючей смесью или взрывпакетами уничтожил на поле боя или в тылу противника вражеский танк;
Кто, руководя частью или подразделением, окружёнными противником, разбил противника, вывел свою часть (подразделение) из окружения без потери вооружения и военного имущества;
Кто пробрался к огневым позициям противника и уничтожил не менее одного орудия, трёх миномётов или трёх пулемётов противника;
Кто ночью снял сторожевой пост (дозор, секрет) противника или захватил его;
Кто из личного оружия сбил один самолёт противника;
Кто, борясь с превосходящими силами противника, не сдал ни пяди своих позиций и причинил противнику большой урон;
Кто организовал и поддерживал в сложных боевых условиях непрерывную связь командования с войсками, ведущими бой, и тем самым способствовал успеху операции наших войск;
Кто, входя в состав экипажа корабля, самолёта или боевого расчёта береговой батареи, вывел из строя или повредил боевой корабль или один транспорт противника;
Кто захватил и привёл в свою базу транспорт противника;
Кто своевременным обнаружением противника предотвратил нападение на корабль, базу;
Кто обеспечил успешное маневрирование корабля, в результате чего утоплен или повреждён корабль противника;
Кто умелой и чёткой работой обеспечил успешную боевую работу корабля (боевой части);
Кто организовал бесперебойное материально-техническое обеспечение части, соединения, армии и тем самым способствовал успеху части, соединения.
Награждение орденом Отечественной войны может быть повторяемо за новые подвиги и отличия.
Орден Отечественной войны I степени носится награждённым на правой стороне груди и располагается после ордена Александра Невского.
Орден Отечественной войны II степени носится на правой стороне груди и располагается после ордена Отечественной войны I степени.

## Награждения в честь 40-летия Победы (1985)
В 1985 году указом Президиума Верховного Совета СССР, «в честь 40-летия Победы советского народа в Великой Отечественной войне 1941-1945 годов», орденом Отечественной войны были награждены все жившие на тот момент ветераны войны.

…произвести награждение орденом Отечественной войны I степени:

— Героев Советского Союза — участников Великой Отечественной войны;

— лиц, награждённых орденом Славы трёх степеней;

— маршалов, генералов и адмиралов, принимавших непосредственное участие в Великой Отечественной войне в составе действующей армии, партизанских формирований или в подполье, независимо от их воинского звания в период Великой Отечественной войны;

— лиц, принимавших непосредственное участие в Великой Отечественной войне в составе действующей армии, партизанских формирований или в подполье, получивших ранения в боях, награждённых в период Великой Отечественной войны орденами СССР либо медалями „За отвагу“, Ушакова, „За боевые заслуги“, Нахимова, „Партизану Отечественной войны“;

— инвалидов Великой Отечественной войны, получивших ранения в боях.
Орденом Отечественной войны II степени:

— лиц, принимавших непосредственное участие в Великой Отечественной войне в составе действующей армии, партизанских формированиях или в подполье, если они не подлежат награждению орденом Отечественной войны I степени в соответствии с настоящим Указом».— Указ № 2019-XI, 1985
Действие указа Президиума Верховного Совета СССР распространялось и на участников войны с Японией 1945 года («участники войны с милитаристской Японией») и участников послевоенной борьбы с националистическим подпольем в западных регионах СССР («непосредственные участники боевых операций по ликвидации националистического подполья … по 31 декабря 1951 года»).
Для награждения составлялись списки по организациям. Согласно этим спискам награждение производилось указами Президиума Верховного Совета СССР от 11 марта и 6 апреля 1985 года. Ряд организаций списков в срок не подал. Списки подавались позднее и всех, вне зависимости от наград, наградили Орденом Отечественной войны II степени указом Президиума Верховного Совета СССР от 6 ноября 1985 года. Отдельных ветеранов и тружеников тыла, не попавших ни в какие списки, не наградили вовсе.
Также, несмотря на точную формулировку критерия награждения, ряд ветеранов и до юбилея 9 мая 85 года были награждены орденом II степени вместо I степени. Как пример известные ветераны полковники Василий Васильевич Силантьев, Филипп Петрович Оноприенко (оба кавалеры 6 орденов Красной Звезды) и некоторые другие. Причины этому неизвестны.

## Описание ордена

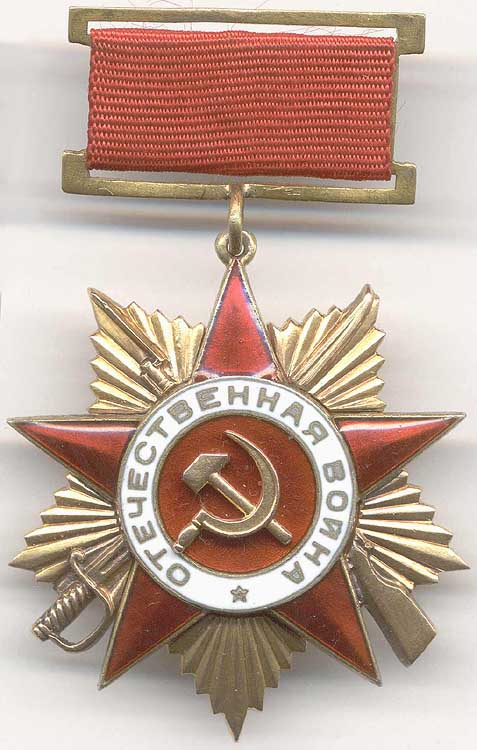
Орден Отечественной войны I степени (первый тип)

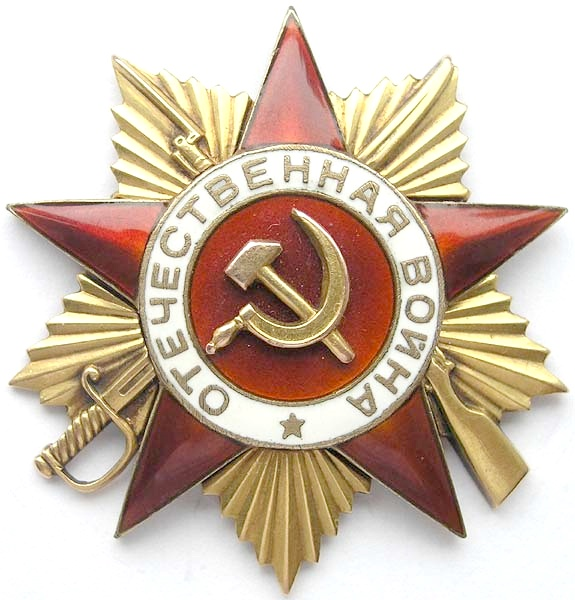
Орден Отечественной войны I степени (второй тип)

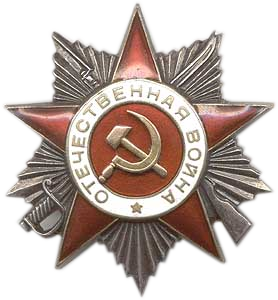
Орден Отечественной войны II степени (второй тип)

Орден Отечественной войны представляет собой изображение выпуклой пятиконечной звезды, покрытой рубиново-красной эмалью на фоне лучей, расходящихся в виде пятиконечной полированной звезды, концы которой размещены между концами красной звезды. В середине красной звезды — изображение серпа и молота на рубиново-красной круглой пластинке, окаймлённой белым эмалевым пояском, с надписью «ОТЕЧЕСТВЕННАЯ ВОЙНА» и звёздочкой в нижней части пояска. На фоне лучей звезды изображены концы скрещенной винтовки Мосина и шашки. Приклад винтовки обращён вправо вниз, эфес шашки — влево вниз.
Лента к ордену шёлковая, муаровая цвета бордо с продольными красными полосками:
для I степени — с одной полоской посередине ленты, шириной 5 мм;
для II степени — с двумя полосками по краям, шириной 3 мм каждая.
Ширина ленты — 24 мм.

#### Орден Отечественной Войны I степени (первый тип — «подвесной», 1942—1943 гг.)
Изготовлен из золота и серебра с использованием красной и белой эмалей. Размер между противоположными концами красной эмалевой звезды, как и длина изображений винтовки и шашки — 45 мм. Вес без колодки: 32,34 ± 1,65 г.
Состоит из четырёх частей, которые склёпаны или спаяны вместе. Основной частью является покрытая красной и белой эмалями звезда, изготовленная из серебра 925 пробы. Вторая часть — это пятиконечная звезда, изготовленная из золота 583 пробы в виде расходящихся лучей с изображениями винтовки и шашки, в центре которой расположено отверстие диаметром 16,5 мм. Третья часть — серп и молот, изготовленные из золота 583 пробы и прикреплённые к основной части при помощи двух заклёпок. Четвёртая часть — это плоская серебряная игла, припаянная к реверсу.
Порядковый номер награждения вырезан штихелем. Большинство деталей колодки выполнены из позолочённой или посеребрённой латуни.

#### Орден Отечественной Войны I степени (второй тип — «винтовой», июнь 1943—1991 гг.)
Изменения в форму ордена были внесены указом Верховного Совета СССР от 19 июня 1943 года. Исчезла колодка и ушко на верхнем луче. Винт (нарезной штифт) стали припаивать в центре реверса.
Лучистая звезда, серп и молот изготовлены из золота 583 пробы. Отверстие в центре стало больше и появились перекладины, сходящиеся в центре реверса. В месте схождения перекладин есть небольшое отверстие, через которое проходит винт. Золотая звезда прикреплена к серебряной при помощи небольшой гаечки. Клеймо «МОНЕТНЫЙ ДВОР» выбито в верхней части реверса. Порядковый номер вырезан штихелем. Гайка крепления имеет диаметр 33 мм.

#### Орден Отечественной Войны I степени (третий тип — «юбилейный выпуск», 1985 год)
Изготовлен из серебра 925 пробы с большой площадью золочения. Цельноштампованный с плоским, матовым реверсом. В центре реверса припаян винт. Клеймо «МОНЕТНЫЙ ДВОР», выполненное рельефными буквами, расположено в верхней части реверса. Порядковый номер выгравирован бормашиной и расположен ниже винта на реверсе.

#### Орден Отечественной Войны II степени (первый тип — «подвесной», 1942—1943 гг.)
Изготовлен из серебра и золота, с использованием красной и белой эмали, позолоты и оксидирования. Размер между противоположными концами красной эмалевой звезды, как и длина изображений винтовки и шашки — 45 мм. Состоит из четырёх деталей, которые склёпаны или спаяны вместе. Вес без колодки: 28,05 ± 1,5 г. Основной деталью является покрытая красной и белой эмалью звезда, изготовленная из серебра 925 пробы. Вторая деталь — это пятиконечная звезда, изготовленная из серебра 925 пробы в виде расходящихся лучей с изображениями винтовки и шашки. В центре лучистой звезды расположено отверстие диаметром 16,5 мм. Третья деталь — серп и молот, изготовленные из золота 583 пробы и прикреплённые к основной части при помощи двух заклепок. Четвёртая деталь — плоская серебряная игла, припаянная к реверсу ордена.

#### Орден Отечественной Войны II степени (второй тип — «винтовой», июнь 1943—1991 гг.)
Изготовлен из серебра и золота с использованием красной и белой эмали. Цельноштампованная основа изготовлена из серебра 925 пробы. В центре реверса припаян серебряный винт. Серп и молот, изготовленные из золота 583 пробы, прикреплены при помощи двух заклёпок. Серебряный винт припаян в центре реверса.

#### Орден Отечественной Войны II степени (третий тип — «юбилейный выпуск», 1985 год)
Изготовлен из серебра 925 пробы. Цельноштампованный, в центре реверса припаян винт. Клеймо «МОНЕТНЫЙ ДВОР», проштампованное рельефными буквами, расположено на нижней части реверса. Окантовка лучей, буквы, серп и молот на аверсе ордена позолочены. Реверс плоский, матовый. Порядковый номер выгравирован бормашиной и расположен ниже винта на реверсе ордена.